# 麗澤中学校・高等学校
廣池学園麗澤中学校・高等学校（れいたくちゅうがっこう・こうとうがっこう）は千葉県柏市に所在し、中高一貫教育を提供する私立中学校・高等学校。

## 概要
中学校は、AEコースとEEコースの二種類に分けられる。
高等学校において、中学校から入学した内部進学の生徒と高等学校から入学した外部進学の生徒との間では、第2学年から混合してクラスを編成する併設型中高一貫校。
第一校歌と第二校歌が存在するが、現在歌われているのは第一校歌である。(ホームページに掲載されている校歌も第一校歌)

## 沿革
- 1935年 道徳科学専攻塾を開校
- 1948年 道徳科学専攻塾高等部を開校
- 1951年 現在の高等学校名に改称
- 1967年 定時制課程を廃止
- 1992年 これまでは全寮制であったが、通学生の受け入れ開始
- 1993年 高畑太一、4代校長に就任
- 1997年 横谷映治、5代校長に就任
- 2002年 中学校を設置
- 2003年 竹政幸雄、6代校長に就任
- 2018年 松本卓三、7代校長に就任
- 2022年 櫻井讓、8代校長に就任
- 2022年通信制課程を設置[4]

※公式ホームページ「本校の概要と沿革」より抜粋

## 出身者
- 西村六善 - 官僚
- 国枝慎吾 - 車いすテニス
- ABEDON - UNICORN
- 吉田優利 [6] - ゴルフ
- 西郷真央 [7] - ゴルフ
- 木村忠啓 - 小説家